# Luigi Sibille
Luigi Sibille (Cesana Torinese, 1º settembre 1884 – 21 ottobre 1964) è stato un generale italiano, particolarmente distintosi in ambito coloniale, e poi nella prima guerra mondiale. Decorato con due medaglie d'argento e una di bronzo al valor militare. Allo scoppio della seconda guerra mondiale comandò la 1ª Divisione libica, nota anche come "Divisione Sibille".

## Biografia
Arruolatosi nel Regio Esercito nel 1904 entrò come allievo nell'Accademia militare di Modena, da cui uscì con il grado di sottotenente, assegnato all'arma di fanteria, corpo degli alpini, il 7 settembre 1905. Partecipò alla guerra italo-turca, come tenente, venendo decorato con la Medaglia di bronzo al valor militare e successivamente alla prima guerra mondiale, con l'incarico del comando del I° battaglione del 19º reggimento Brescia sul Piave dal 25 dicembre 1917 al 23 marzo 1918, dopo Caporetto ed al cui termine aveva raggiunto il grado di maggiore al comando del Battaglione alpini Pieve di Cadore, del 7º reggimento alpini, nelle cui file c'era il tenente Italo Balbo. Viene decorato con due Medaglie d'argento al valor militare.
Dopo un servizio come ufficiale presso il Regio corpo truppe coloniali della Tripolitania, fu promosso colonnello il 21 dicembre 1931, assumendo incarichi speciali presso il Ministero dell'Africa Italiana a Roma per lungo tempo.
Il 1º luglio 1937 fu promosso generale di brigata, permanendo sempre nello stesso Ministero e poi nell'aprile 1938 divenne vicecomandante della 6ª divisione di fanteria Cuneo a Milano, sino al 31 agosto 1939.
Dal 20 aprile 1940 divenne comandante della 1ª divisione Libica in Cirenaica con sede a Sidi Aziz (o Sidi Azeiz), dipendente dal Governatore della Libia Italo Balbo.
Dal 1º luglio seguente divenne generale di divisione e, il seguente 8 luglio venne sostituito nel comando della 1ª Divisione libica dal generale Giovanni Cerio.
Una volta rimpatriato rimase a disposizione a Roma e, dal 5 agosto del 1942, assunse il comando della 202ª Divisione costiera in Sicilia che conservò sino al 31 marzo 1943. Nell'aprile 1943 viene destinato presso il comando della difesa territoriale di Torino per incarichi speciali. Viene promosso generale di corpo d'armata nel 1947.
Il comune di Cesane Torinese gli ha intitolato un viale.